# 川和富士公園
川和富士公園（かわわふじこうえん）は、神奈川県横浜市都筑区にある都市公園（近隣公園）。富士塚に由来する郷土富士の一つである川和富士があり、川和町のシンボル的存在となっている。都市計画法上の正式名称は、港北ニュータウン近隣13号公園。

## 川和富士
川和富士は、江戸時代末期の1860年（万延元年）に富士講によって築かれた富士塚で、川和富士塚遺跡の範囲に所在した。元々は現在地より川和高校寄りの地点（現在の富士見が丘17番14）にあったが、港北ニュータウン建設に伴う遺跡調査（港北ニュータウン遺跡群調査）の一環で1977年（昭和52年）～1978年（昭和53年）に発掘調査され、現在の場所に移転・再現された。標高は74メートル。なお現在地の公園は、本来、猫谷戸台遺跡という川和富士塚遺跡とは全く別の遺跡があった場所である。
都筑区には、池辺町の池辺富士や、北山田の山田富士などのように、いくつかの富士塚があるが、川和富士は最も規模が大きく本格的である。ただし現在の川和富士は、地上高が15メートルあるとされ、本来の川和富士（山裾部径29メートル、山頂部径10メートル、高さ5.2メートル）よりはるかに巨大である。頂上は遠望が利き富士山をはじめ、みなとみらい21や新宿副都心の高層ビル群を見ることができる。

## 交通
- 横浜市営地下鉄グリーンライン都筑ふれあいの丘駅　徒歩10分[8]

## 周辺
- 神奈川県立川和高等学校
- 横浜市立川和中学校

## ギャラリー

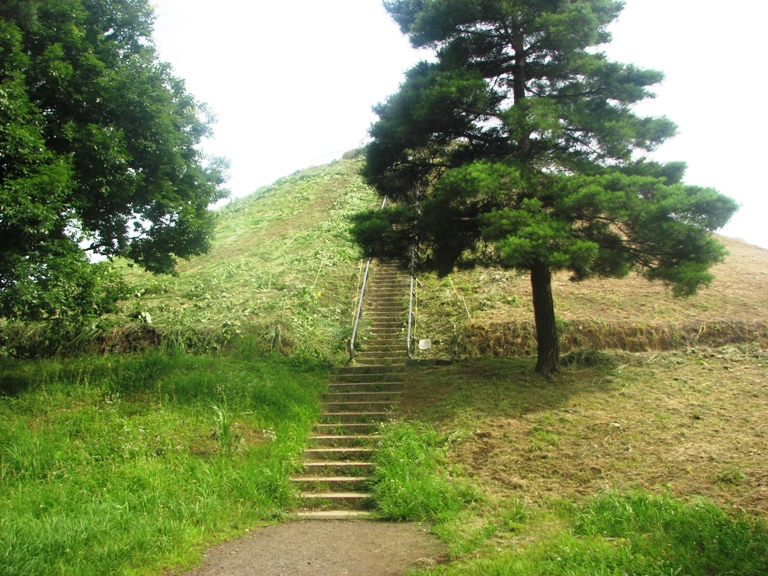
川和富士
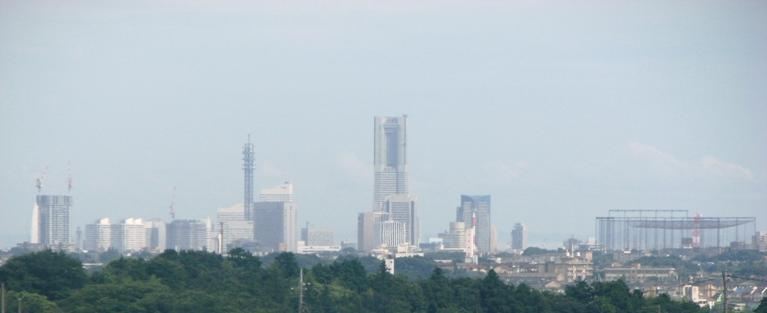
頂上からみなとみらい21を望む

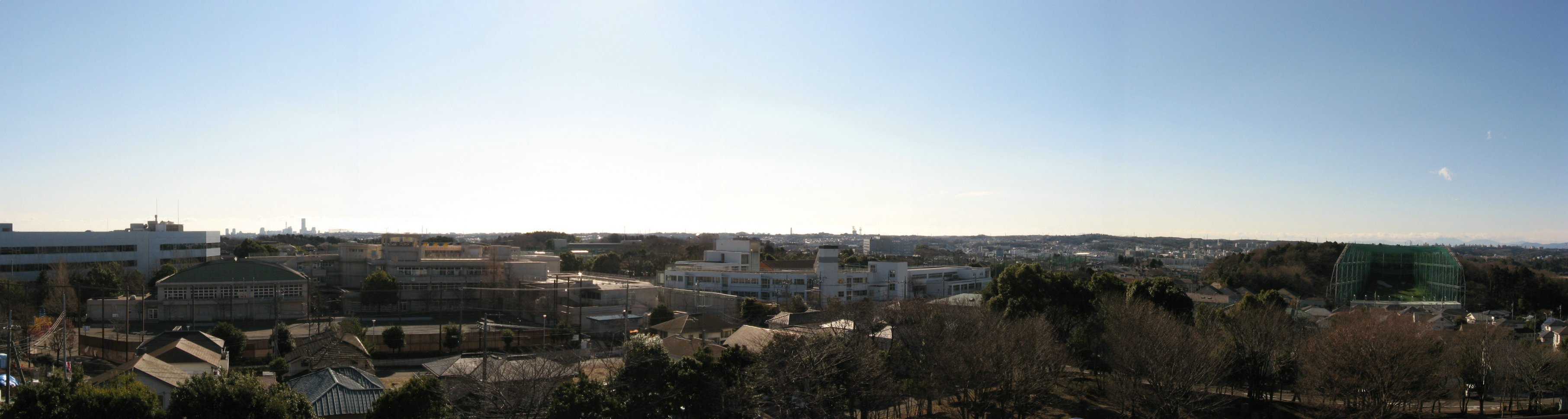
川和富士から南側の眺望
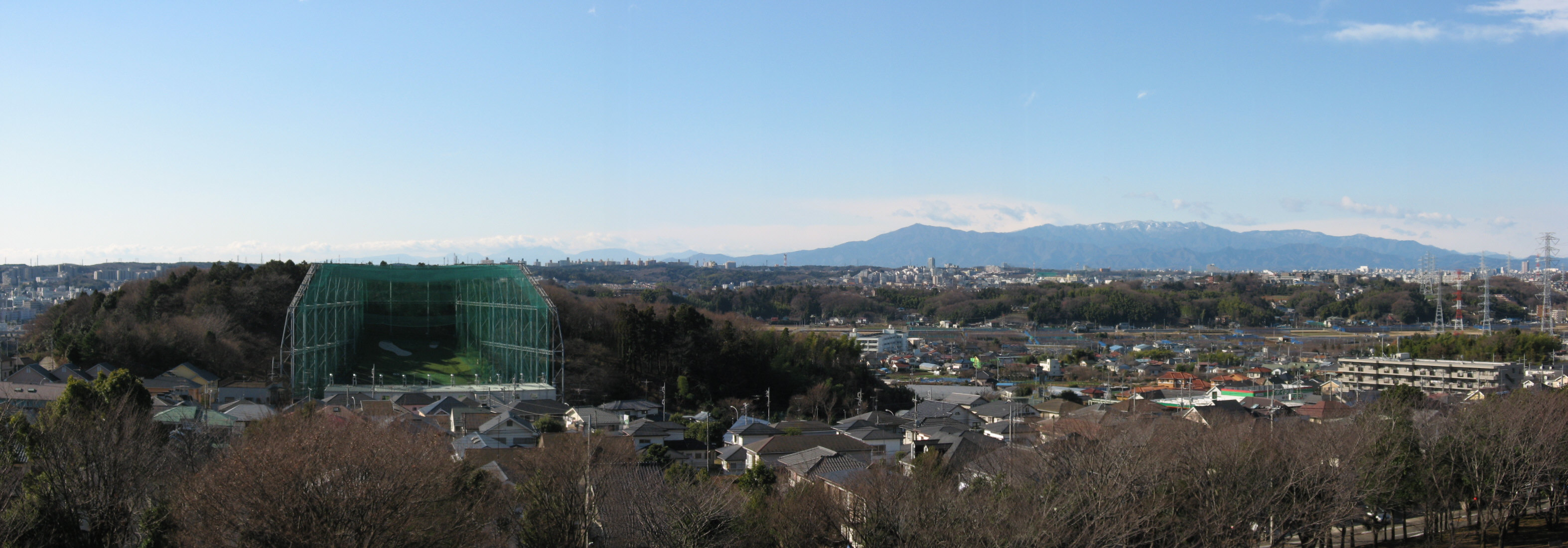
川和富士から西側の眺望
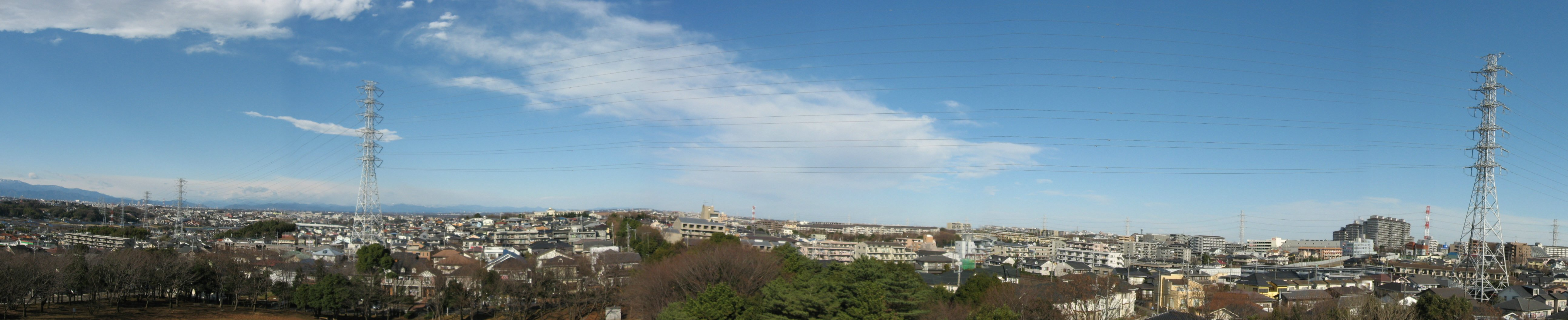
川和富士から北側の眺望
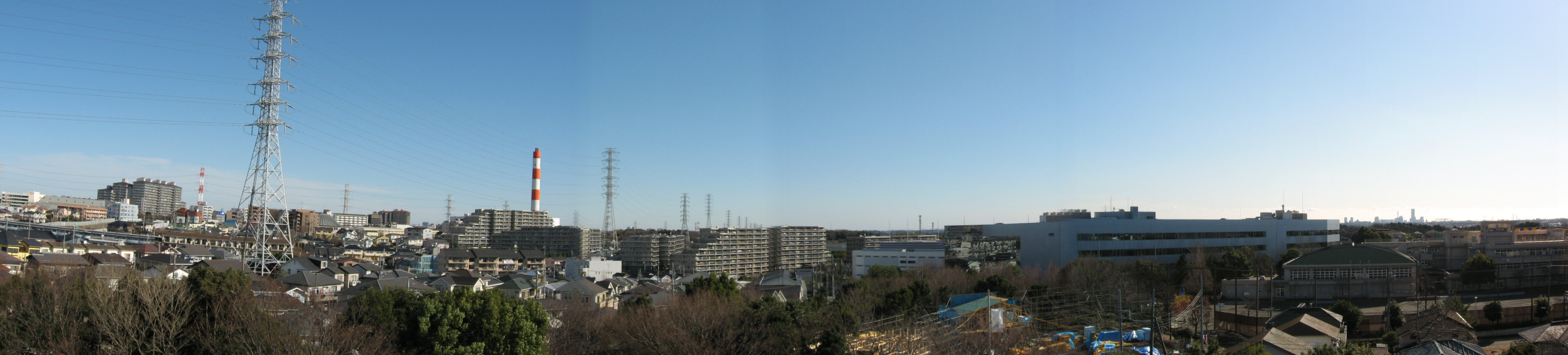
川和富士から東側の眺望